# Sorbus verrucosa
Sorbus verrucosa là loài thực vật có hoa trong họ Hoa hồng. Loài này được (Decne.) Rehder miêu tả khoa học đầu tiên năm 1915.